# Az elfogás
Az elfogás (eredeti cím: Interceptor) 2022-ben bemutatott amerikai-ausztrál akció-filmdráma Matthew Reilly rendezésében. A forgatókönyvet Reilly és Stuart Beattie írta, a főbb szerepekben Elsa Pataky és Luke Bracey látható.

## Cselekmény
Egy százados kénytelen bevetni az összes erejét, amikor az általa irányított rakétaállomást terroristák támadják meg.

## Szereplők
| Szerep                | Színész         | Magyar hang        |
| --------------------- | --------------- | ------------------ |
| J.J. Collins százados | Elsa Pataky     | Kisfalvi Krisztina |
| Alexander Kessel      | Luke Bracey     | Király Attila      |
| Beaver Baker tizedes  | Aaron Glenane   | Czető Roland       |
| Rahul Shah tizedes    | Mayen Mehta     | Rada Bálint        |
| Marshall ezredes      | Rhys Muldoon    | Rába Roland        |
| Washington            | Belinda Jombwe  | Gáspár Kata        |
| Dyson tábornok        | Marcus Johnson  | Bognár Tamás       |
| Frank Collins         | Colin Friels    | Jakab Csaba        |
| Wallace elnök         | Zoe Carides     | Orosz Anna         |
| TV eladó (cameo)      | Chris Hemsworth | Varga Rókus        |

## A film készítése
Reilly 2017-ben kezdte el megírni a film forgatókönyvét. A forgatókönyv cselekménye túlnyomórészt egy forgatási helyszínen játszódott, mivel Reilly biztosítani akarta, hogy a film költségvetése ne haladja meg a 15 millió dollárt. Beattie azután került a csapatba, miután Reilly elküldte neki a forgatókönyv egy példányát; néhány oldal elolvasása után Beattie azt nyilatkozta: "felhívtam őt, és elmondtam neki: 'Nagyon tetszik. Átírhatnám?' Azt felelte: 'Igen, persze, rajta!'".
A filmet New South Wales-ben forgatták, 2021. március 29-étől kezdve 33 napon át.

## Bemutató és fogadtatás
2022. június 3-án jelent meg a Netflixen. Ausztráliában a mozikban is tervezték bemutatni, de végül elvetették az ötletet. Ugyanakkor 2022. május 26-án korlátozott számban mutatták be a mozik.
A Rotten Tomatoes honlapján 44%-ot ért el 32 kritika alapján, és 4,9 pontot szerzett a tízből. A Metacritic honlapján 51 pontot szerzett a százból, 5 kritika alapján.